# لمياء رستم شحادة

لمياء هي ابنة أسد رستم.

لميا رستم شحادة (1940 - ) هي باحثة لبنانية في الحضارات الكنعانية وناشطة حقوقية في مجال المرأة. والدها هو المؤرخ أسد رستم.

## حياتها الشخصية
وُلدت لميا رستم أو لمياء شحادة عام 1940 في مُستشفى الجامعة الأميركية في بيروت، والدها هو المؤرخ أسد رستم. نالت درجة الدكتوراه في التاريخ القديم للشرق الأدنى واللغات السامية من جامعة هارفارد عام 1969.
شغلت رستم خلال مسيرتها المهنية عدة مناصب في الجامعة الأميركية في بيروت فقد كانت رئيسة لعدد من لجان الآدب والعلوم بين الأعوام 1990-1994، وعضو مجلس الشيوخ في الجامعة في ذات المدة، بالإضافة لكونها محررة مشاركة في مجلة بيريتوس التي تصدرها الجامعة والمتخصصة في بحوث الآثار. وتعمل أيضاً أستاذاً مساعداً في الجامعة منذ العام 2004.

## أعمالها
عملت لمياء رستم في أفرع متعددة وأنتجت كتب ومقالات بحثية وساعدت في التحرير لأعمال متعددة منها:
| اسم الكتاب                                  | بالاشتراك مع                           | دار النشر                                             | سنة النشر | معرف الكتاب           | المرجع   |
| ------------------------------------------- | -------------------------------------- | ----------------------------------------------------- | --------- | --------------------- | -------- |
| أسد رستم، مؤسس علم التاريخ في العالم العربي | سعاد سليم، ماهر زهير جرار، نادر البزري | دار الفارابي                                          | 2015      | (ردمك 9786144322581)} | [ 1 ]    |
| أسد رستم: مؤرخ الكرسي الإنطاكي، مسيرة عمر   | -                                      | منشورات بطريركية أنطاكية وسائر المشرق للروم الأرثوذكس | 2014      | 1136117986            | [ 2 ]    |
| حقوق المرأة في الزواج والطلاق في الإسلام    | فاطمة قدورة الشامي                     | اللجنة الأهلية لمتابعة قضايا المرأة                   | 2007      | -                     | [ en 1 ] |
| The Idea of Women in Fundamentalist Islam   | -                                      | منشورات جامعة فلوريدا                                 | 2003      | (ردمك 0813032113)     | [ en 2 ] |
| WOMEN AND WAR IN LEBANON                    | -                                      | منشورات جامعة فلوريدا                                 | 1999      | (ردمك 9780813017075)  | [ en 3 ] |
| أسد رستم الانسان والمؤرخ (1897-1965)        | الياس قطار، جان شرف، أسد رستم          | المكتبة البوليسية                                     | 1984      | 645235979             | [ 3 ]    |

### باللغة العربية
1. ↑  لميا رستم شحادة؛ سعاد سليم؛ ماهر زهير جرار؛ نادر البزري، المحررون (2015). أسد رستم، مؤسس علم التاريخ في العالم العربي: أعمال الندوة التذكارية الدراسية حول أسد رستم، الجامعة الأمريكية في بيروت، 20 آذار 2010. بيروت: دار الفارابي. ISBN:978-614-432-258-1. OCLC:917919867. OL:44594923M. QID:Q113509383.
2. ↑  لميا رستم شحادة (2014). أسد رستم مؤرخ الكرسي الأنطاكي: مسيرة عمر. دمشق: بطريركية أنطاكية وسائر المشرق للروم الأرثوذكس. ISBN:978-9953-452-73-9. OCLC:915127418. OL:31593146W. QID:Q113298362.
3. ↑  أسد رستم: الإنسان والمؤرخ، بيروت: المكتبة البولسية، 1984، OCLC:949415480، QID:Q113675118

### باللغات الأجنبية
1. ↑  "BAU Libraries catalog › MARC details for record no. 75423". BAU Libraries catalog. 26 مارس 2008. مؤرشف من الأصل في 2022-03-29. اطلع عليه بتاريخ 2022-03-28. {{استشهاد ويب}}: |archive-date= / |archive-url= timestamp mismatch (مساعدة)
2. ↑  Shehadeh، Lamia (2003). The idea of women in fundamentalist Islam. Gainesville: University Press of Florida. ISBN:0-8130-3211-3. OCLC:77530012.
3. ↑  "Women and War in Lebanon". University Press of Florida: Women and War in Lebanon. 13 سبتمبر 2021. مؤرشف من الأصل في 2021-05-13. اطلع عليه بتاريخ 2022-03-29.